# Борек (Радзейовський повіт)
Борек (пол. Borek) — село в Польщі, у гміні Топулька Радзейовського повіту Куявсько-Поморського воєводства.
Населення — 168 осіб (2011).
У 1975-1998 роках село належало до Влоцлавського воєводства.

## Демографія
Демографічна структура станом на 31 березня 2011 року:
|          | Загалом | Допрацездатний вік | Працездатний вік | Постпрацездатний вік |
| -------- | ------- | ------------------ | ---------------- | -------------------- |
| Чоловіки | 87      | 16                 | 62               | 9                    |
| Жінки    | 81      | 15                 | 49               | 17                   |
| Разом    | 168     | 31                 | 111              | 26                   |